# Mémorandum sur le bombardement d'Al Jazeera
Le 22 novembre 2005, la première de couverture du journal britannique the Daily Mirror annonce qu'un « mémorandum secret » provenant de Downing Street indique que le Premier Ministre Tony Blair aurait dissuadé le président George W. Bush de bombarder les studios d'Al Jazeera à Doha. Trois quotidiens britanniques affirment qu'ils ont été menacés de poursuites s'ils publiaient les détails d'une conversation confidentielle dans laquelle George W. Bush aurait évoqué avec Tony Blair son souhait de bombarder la chaîne de télévision Al-Jazeera. Les gouvernements concernés ont démenti cette affirmation.
En 2001, lors de l'invasion de l'Afghanistan, les locaux de la chaîne al-Jazeera à Bagdad sont bombardés par l'armée américaine. Pendant la guerre d'Irak en 2003, un journaliste de la chaîne Tarik Ayoub est mort à la suite des bombardements du local de la chaine à Bagdad.
[réf. souhaitée][réf. nécessaire]